# Kastelruth
Kastelruth (italià Castelrotto, ladí Ciastel) és un municipi italià, dins de la província autònoma de Tirol del Sud. És un dels municipis del districte i de Salten-Schlern. L'any 2007 tenia 6.428 habitants. Comprèn les fraccions de Seiser Alm (Alpe di Siusi), Pufels (lad. Bula, it. Bulla), Runggaditsch (lad. Roncadic, it. Roncadizza), St. Michael (San Michele Siusi), St. Oswald (Sant'Osvaldo), St. Valentin (San Valentino), St. Vigil (San Vigilio), Tagusens (Tagusa), Tisens (Tisana) i Überwasser (lad. Sureghes, it. Oltretorrente). Limita amb els municipis de Barbian, Campitello di Fassa, Völs am Schlern, Lajen, Urtijëi, Waidbruck, Ritten, Santa Cristina Gherdëina i Tiers.

## Situació lingüística
| Pertinença lingüística (cens 2001) | 82,83% alemany |
| Pertinença lingüística (cens 2001) | 3,43% italià   |
| Pertinença lingüística (cens 2001) | 14,74% ladí    |

## Administració
| Període | Identitat            | Partit |
| ------- | -------------------- | ------ |
| 2004-   | Hartmann Reichhalter | SVP    |

## Personatges il·lustres
- Eduard Burgauner (pintor)
- Peter Fill, esquiador
- Denise Karbon, esquiadora
- Norbert Rier (cantant i líder del grup Kastelruther Spatzen)
- Kastelruther Spatzen, grup musical folk
- Leo Santifaller, històric i diplomàtic austríac
- Oswald von Wolkenstein (poeta, compositor i diplomàtic)

Territori comunal